# Baptiste Rollier
Baptiste Rollier (27 agosto 1982) è un orientista svizzero.
Vincitore nella staffetta dei mondiali nel 2009 a Miskolc, ha ottenuto anche una medaglia di bronzo nel 2008 a Olomouc.
Nel 2008 a Ventspils si è classificato secondo nella staffetta dei campionati europei.